# Гайана на летних Олимпийских играх 1980
Гайана принимала участие в Летних Олимпийских играх 1980 года в Москве (СССР) в восьмой раз за свою историю, пропустив Летние Олимпийские игры 1976 года, и завоевала одну бронзовую медаль, которая до сих пор является единственной в Олимпийской копилке Гайаны. В числе восьмерых спортсменов была одна женщина.

## Медалисты
| Бронза |              |                          |           |
| №      | Спортсмены   | Вид спорта (дисциплина)  | Дата      |
| 1      | Майкл Энтони | Бокс (до 54 кг, мужчины) | 2 августа |